# Аріабхата (супутник)
Аріабхата (гінді आर्यभट्ट) — перший індійський штучний супутник Землі. Супутник був запущений 19 квітня 1975 року з радянського космодрому в Астраханській області "Капустин Яр" за допомогою ракети-носія "Космос-3М". Аріабхата був побудований ISRO і запущений Радянським Союзом в рамках радянської програми "Інтеркосмос", яка забезпечувала доступ до космосу для дружніх держав.

### Запуск
Супутник був запущений Індією 19 квітня 1975 року з Капустиного яру за допомогою ракети-носія «Космос-3М». Його побудувала Індійська організація космічних досліджень (ISRO). Запуск став результатом угоди між Індією та Радянським Союзом під керівництвом Удупі Рамачандра Рао, підписаної в 1972 році. Це дозволило СРСР використовувати індійські порти для відстеження кораблів і запуску суден в обмін на запуск різних індійських супутників.
19 квітня 1975 року Аріабхата вийшов на орбіту з апогеєм 619 км і перигеєм 563 км та кутом нахилу до площини земного екватору 50,7 градусів. Супутник був побудований для проведення експериментів з рентгенівської астрономії, аерономії та фізики Сонця. Космічний корабель являв собою 26-гранний багатогранник, з діаметром 1,4 метри. Всі грані (крім верхньої і нижньої) були покриті сонячними елементами. Збій в електропостачанні зупинив експерименти після чотирьох днів, тобто 60 орбітів навколо Землі, і всі сигнали від космічного корабля були втрачені через п'ять днів його роботи. Мейнфрейм космічного корабля залишався активним до березня 1981 року. Супутник увійшов в атмосферу Землі 10 лютого 1992 року через розпад орбіти.

### Спадщина
- Супутник названий на честь індійського астронома і математика V століття Аріабхати[4].
- Супутник був зображений на зворотній стороні індійських банкнот в дві рупії з 1976 до 1997 року.
- Супутник був зображений на поштовій марці СРСР 1984 року разом з двома іншими індійськими супутниками Bhaskara I та Bhaskara II.